# Guido Krafft
Guido Krafft (* 15. Dezember 1844 in Wien; † 21. Februar 1907 ebenda) war ein österreichischer Agrarwissenschaftler.

## Leben
Guido Krafft, Sohn des Orientalisten und Kunsthistorikers Albrecht Krafft († 1847) und seiner Gattin Karoline, studierte zunächst Naturwissenschaften in Wien am Polytechnischen Institut (der späteren Technischen Hochschule) sowie an der Universität. Anschließend besuchte er die Landwirtschaftliche Lehranstalt in Ungarisch-Altenburg. Von 1864 bis 1866 praktizierte er auf Domänen des Fürsten Lobkowitz und Schwarzenberg, dann lehrte er als Assistent, seit 1869 als Titularprofessor, an der Landwirtschaftlichen Lehranstalt in Ungarisch-Altenburg. Als die ungarische Regierung beschloss, dass in Altenburg nur noch in ungarischer Sprache gelehrt werden durfte, ging Krafft an die Universität Jena und promoviert dort 1869 im Fach Botanik mit einer Dissertation über die Metamorphose der Maispflanze.
1870 habilitierte sich Krafft an der Technischen Hochschule Wien für das Fachgebiet „Getreidebau unter besonderer Berücksichtigung des landwirtschaftlichen Maschinenwesens“. Seitdem lehrte er hier als Privatdozent und seit 1880 als außerordentlicher Professor. 1884 übernahm er die Lehrkanzel für Land- und Forstwirtschaft an dieser Hochschule. 1896 wurde er zum ordentlichen Professor ernannt. Er hielt Vorlesungen über alle Teilgebiete der Landwirtschaft. Von 1900 bis 1902 war er Dekan, 1902 bis 1903 Rektor.
Guido Krafft ist in der ehrenhalber gewidmeten Grabstätte der Familie Krafft auf dem Wiener Zentralfriedhof bestattet (Tor 2, Gruppe 17B, Nr. 1).

## Lebensleistung
Krafft, der sehr zurückgezogen lebte, hat vor allem als Fachautor auf dem Gebiet der Agrarwissenschaften Bedeutendes geleistet. Als erstes größeres Werk veröffentlichte er 1872 eine umfangreiche Studie über die Besitzungen des Fürstenhauses Schwarzenberg in Böhmen als Beitrag über die Selbstverwaltung oder Verpachtung von Großgütern in Österreich. Zu seinem literarischen Lebens- und Hauptwerk wurde jedoch ein mehrbändiges Lehrbuch der Landwirtschaft auf wissenschaftlicher und praktischer Grundlage. Das zunächst in vier, später in fünf Teilbänden (Ackerbaulehre, Pflanzenbaulehre, Tierzuchtlehre, Betriebslehre, Maschinenlehre) beim Verlag Paul Parey in Berlin verlegte Werk erlebte von 1875 bis in das dritte Jahrzehnt des 20. Jahrhunderts viele Auflagen. Besonders in den höheren landwirtschaftlichen Lehranstalten gehörten die Einzelbände des Krafft’schen Werkes zu den beliebtesten Lehrbüchern.
Besondere Verdienste um die Landwirtschaft in Österreich erwarb sich Krafft als Redakteur des „Österreichischen Landwirtschaftlichen Wochenblattes“. Von 1875 bis zu seinem Tode hat er dieses führende landwirtschaftliche Fachblatt Österreichs redaktionell betreut. Außerdem war er seit 1876 verantwortlicher Redakteur von „Frommes Österreichisch-ungarischen landwirtschaftlichen Kalender“. Krafft gehörte auch zu den Mitherausgebern der 1880 erschienenen kommentierten Neuausgabe von „Albrecht Thaer’s Grundsätze der rationellen Landwirthschaft“. Außerdem hat er die Konzeption für das monumentale „Illustrierte Landwirtschafts-Lexikon“ erarbeitet und zwei Auflagen (1884 und 1888) selbst herausgegeben.
Die Technische Universität Wien vergibt den Guido-und-Karoline-Krafft-Award.

## Hauptwerke
- Ein Großgrundbesitz der Gegenwart. Monographische Skizze der Besitzungen des Fürstenhauses Schwarzenberg in Böhmen als Beitrag zur Frage der Selbstverwaltung oder Verpachtung von Großgütern in Oesterreich. Verlag Faesy und Frick Wien 1872.
- Lehrbuch der Landwirtschaft auf wissenschaftlicher und praktischer Grundlage. Verlag von Paul Parey Berlin 1875 ff. - Bd. 1: Die Ackerbaulehre 1875 (Digitalisat und Volltext im Deutschen Textarchiv); 15. Aufl. 1927. - Bd. 2: Die Pflanzenbaulehre 1876 (Digitalisat und Volltext im Deutschen Textarchiv); 14. Aufl. 1927. Bd. 3: Die Tierzuchtlehre 1876 (Digitalisat und Volltext im Deutschen Textarchiv); 13. Aufl. 1921. - Bd. 4: Die Betriebslehre 1877; 12. Aufl. 1920 (Volltext der 5. Auflage 1892, Google Books). - Bd. 5: Die Maschinenlehre (Ergänzungsband); frühe Auflagen bibliographisch nicht zu ermitteln; 13. Aufl. 1934. Die nach dem Tode Krafft’s erschienenen Auflagen wurden von Fachkollegen neubearbeitet.
- Illustriertes Landwirthschafts-Lexikon. Unter Mitwirkung zahlreicher Fachkollegen herausgegeben von Guido Krafft. Verlag von Paul Parey Berlin 1884; 2. Aufl. 1888. − Weitere Auflagen erschienen 1900, 1910, 1920, 1923 u. 1956/57 (2 Bde.).